# Eufemismo
(Ralph Waldo Emerson)
L'eufemismo (dal verbo greco εὐφημέω (euphēmèō), «risuonare bene», oppure dal verbo greco εὐφημί (euphēmì), «parlar bene, dir bene» è una figura retorica che consiste nell'uso di una parola o di una perifrasi al fine di attenuare il carico espressivo di ciò che si intende dire, perché ritenuto o troppo banale, o troppo offensivo, osceno o troppo crudo.

## Esemplificazioni
Ad esempio:
- «passare a miglior vita», «spegnersi», «mancare», «cadere» o «scomparire», per non dire morire;
- «questo piatto lascia a desiderare» per non dire che è cattivo;
- «una persona poco intelligente» per non dire che è stupida (in questo caso in forma di litote);

## Differenze e opposti
Il suo opposto è il disfemismo, in cui si usa volutamente, ma in senso scherzoso o affettuoso, una parola sgradevole o volgare al posto di una normale o positiva (ad esempio: il vecchio per il padre).